# Lista över fornlämningar i Tyresö kommun
Lista över fornlämningar i Tyresö kommun är en förteckning av ett urval av de fornlämningar som finns i Tyresö kommun.

## Tyresö
| Namn                         | Lämningstyp     | Tillkomsttid | Historisk indelning  | Plats  | Läge                 | ID-nr          | Bild                                      |
| ---------------------------- | --------------- | ------------ | -------------------- | ------ | -------------------- | -------------- | ----------------------------------------- |
| Tyresö 1:1                   | Röse            |              | Tyresö, Södermanland |        | 59.182712, 18.393962 | 10010300010001 | Ladda upp en bild av detta fornminne      |
| Tyresö 1:2                   | Röse            |              | Tyresö, Södermanland |        | 59.182938, 18.394277 | 10010300010002 | Ladda upp en bild av detta fornminne      |
| Tyresö 6:1                   | Gravfält        |              | Tyresö, Södermanland |        | 59.233915, 18.277564 | 10010300060001 | Ladda upp en bild av detta fornminne      |
| Tyresö 8:1                   | Gravfält        |              | Tyresö, Södermanland |        | 59.230956, 18.267288 | 10010300080001 | Ladda upp en bild av detta fornminne      |
| Tyresö 9:1                   | Röse            |              | Tyresö, Södermanland |        | 59.230722, 18.264181 | 10010300090001 | Ladda upp en bild av detta fornminne      |
| Tyresö 10:1                  | Gravfält        |              | Tyresö, Södermanland |        | 59.232594, 18.268688 | 10010300100001 | Ladda upp en bild av detta fornminne      |
| Tyresö 12:1                  | Gravfält        |              | Tyresö, Södermanland |        | 59.229516, 18.271217 | 10010300120001 | Ladda upp en bild av detta fornminne      |
| Tyresö 14:1                  | Stensättning    |              | Tyresö, Södermanland |        | 59.237697, 18.277901 | 10010300140001 | Ladda upp en bild av detta fornminne      |
| Tyresö 15:1                  | Röse            |              | Tyresö, Södermanland |        | 59.238193, 18.273320 | 10010300150001 | Ladda upp en bild av detta fornminne      |
| Tyresö 18:1                  | Stensättning    |              | Tyresö, Södermanland |        | 59.191811, 18.389510 | 10010300180001 | Ladda upp en bild av detta fornminne      |
| Tyresö 22:1                  | Hög             |              | Tyresö, Södermanland |        | 59.230858, 18.268621 | 10010300220001 | Ladda upp en bild av detta fornminne      |
| Tyresö 23:1                  | Stensättning    |              | Tyresö, Södermanland |        | 59.230772, 18.269424 | 10010300230001 | Ladda upp en bild av detta fornminne      |
| Tyresö 23:2                  | Stensättning    |              | Tyresö, Södermanland |        | 59.230557, 18.269560 | 10010300230002 | Ladda upp en bild av detta fornminne      |
| Tyresö 23:3                  | Stensättning    |              | Tyresö, Södermanland |        | 59.230242, 18.269860 | 10010300230003 | Ladda upp en bild av detta fornminne      |
| Tyresö 24:1                  | Hög             |              | Tyresö, Södermanland |        | 59.229862, 18.268103 | 10010300240001 | Ladda upp en bild av detta fornminne      |
| Tyresö 24:2                  | Stensättning    |              | Tyresö, Södermanland |        | 59.229794, 18.268079 | 10010300240002 | Ladda upp en bild av detta fornminne      |
| Tyresö 24:3                  | Stensättning    |              | Tyresö, Södermanland |        | 59.229710, 18.268083 | 10010300240003 | Ladda upp en bild av detta fornminne      |
| Fornudden (Tyresö 29:1)      | Gravfält        |              | Tyresö, Södermanland |        | 59.214959, 18.184832 | 10010300290001 | Ladda upp en bild av detta fornminne      |
| Tyresö 31:1                  | Gravfält        |              | Tyresö, Södermanland |        | 59.215749, 18.199393 | 10010300310001 | Ladda upp en bild av detta fornminne      |
| Tyresö 36:1                  | Minnesmärke     |              | Tyresö, Södermanland |        | 59.235957, 18.304359 | 10010300360001 | Ladda upp en till bild av detta fornminne |
| Tyresö 36:2                  | Minnesmärke     |              | Tyresö, Södermanland |        | 59.235890, 18.304146 | 10010300360002 | Ladda upp en till bild av detta fornminne |
| Tyresö 39:1                  | Gravfält        |              | Tyresö, Södermanland |        | 59.232721, 18.277193 | 10010300390001 | Ladda upp en bild av detta fornminne      |
| Tyresö 40:1                  | Stensättning    |              | Tyresö, Södermanland |        | 59.236308, 18.272655 | 10010300400001 | Ladda upp en bild av detta fornminne      |
| Tyresö 40:2                  | Stensättning    |              | Tyresö, Södermanland |        | 59.236603, 18.272554 | 10010300400002 | Ladda upp en bild av detta fornminne      |
| Tyresö 41:1                  | Stensättning    |              | Tyresö, Södermanland |        | 59.239335, 18.266260 | 10010300410001 | Ladda upp en bild av detta fornminne      |
| Tyresö 47:1                  | Stensättning    |              | Tyresö, Södermanland |        | 59.246610, 18.220743 | 10010300470001 | Ladda upp en bild av detta fornminne      |
| Tyresö 102:1                 | Röse            |              | Tyresö, Södermanland |        | 59.209720, 18.332210 | 10010301020001 | Ladda upp en bild av detta fornminne      |
| Tyresö 102:2                 | Röse            |              | Tyresö, Södermanland |        | 59.209804, 18.332003 | 10010301020002 | Ladda upp en bild av detta fornminne      |
| Tyresö 102:3                 | Stensättning    |              | Tyresö, Södermanland |        | 59.209551, 18.332236 | 10010301020003 | Ladda upp en bild av detta fornminne      |
| Tyresö 103:1                 | Röse            |              | Tyresö, Södermanland |        | 59.207191, 18.330967 | 10010301030001 | Ladda upp en bild av detta fornminne      |
| Tyresö 103:2                 | Hög             |              | Tyresö, Södermanland |        | 59.207172, 18.330728 | 10010301030002 | Ladda upp en bild av detta fornminne      |
| Tyresö 105:1                 | Gravfält        |              | Tyresö, Södermanland |        | 59.211485, 18.310156 | 10010301050001 | Ladda upp en bild av detta fornminne      |
| Stensjöborg (Tyresö 106:1)   | Fornborg        |              | Tyresö, Södermanland |        | 59.186428, 18.311092 | 10010301060001 | Ladda upp en till bild av detta fornminne |
| Tyresö 107:1                 | Gravfält        |              | Tyresö, Södermanland |        | 59.214990, 18.307014 | 10010301070001 | Ladda upp en bild av detta fornminne      |
| Tyresö 108:1                 | Stensättning    |              | Tyresö, Södermanland |        | 59.214089, 18.304121 | 10010301080001 | Ladda upp en bild av detta fornminne      |
| Tyresö 108:2                 | Stensättning    |              | Tyresö, Södermanland |        | 59.214151, 18.304346 | 10010301080002 | Ladda upp en bild av detta fornminne      |
| Tyresö 108:3                 | Stensättning    |              | Tyresö, Södermanland |        | 59.214225, 18.304488 | 10010301080003 | Ladda upp en bild av detta fornminne      |
| Tyresö 113:1                 | Fornborg        |              | Tyresö, Södermanland |        | 59.217220, 18.267966 | 10010301130001 | Ladda upp en bild av detta fornminne      |
| Tyresö 117:1                 | Gravfält        |              | Tyresö, Södermanland |        | 59.170984, 18.341204 | 10010301170001 | Ladda upp en bild av detta fornminne      |
| Tyresö 119:1                 | Hög             |              | Tyresö, Södermanland |        | 59.170211, 18.342245 | 10010301190001 | Ladda upp en bild av detta fornminne      |
| Sö Fv1971;207 (Tyresö 121:1) | Runristning     |              | Tyresö, Södermanland | Tyresö | 59.237136, 18.298588 | 10010301210001 | Ladda upp en bild av detta fornminne      |
| Gamla Tyresö (Tyresö 123:1)  | Slott/herresäte |              | Tyresö, Södermanland |        | 59.234953, 18.299936 | 10010301230001 | Ladda upp en bild av detta fornminne      |
| Gamla Tyresö (Tyresö 123:2)  | Slott/herresäte |              | Tyresö, Södermanland |        | 59.234624, 18.299978 | 10010301230002 | Ladda upp en bild av detta fornminne      |
| Tyresö 126:1                 | Stensättning    |              | Tyresö, Södermanland |        | 59.215673, 18.309481 | 10010301260001 | Ladda upp en bild av detta fornminne      |
| Tyresö 150                   | Hällristning    |              | Tyresö, Södermanland |        | 59.227917, 18.305994 | 12000000121281 | Ladda upp en bild av detta fornminne      |